# Penn-North (métro de Baltimore)
Penn-North est une station de métro américaine à Baltimore, dans le Maryland. Située le long de la seule ligne du métro de Baltimore entre Mondawmin et Upton, elle a été mise en service le 21 novembre 1983.